# 历史书
史書是指專門記載歷史的書籍，編寫史書一般有特定目的。
編寫史書可能是為個人興趣、把過去的事情流傳後世、表現獨特史觀等。而由政府所編修的官修史書往往主張統治的正統性，具有政治目的。
史書編者須收集史料來編著史書，但未必一定從原始史料取材，也會根據二手史料編纂史書。歷史學家收集史料後，再進行比較、批判，作出適當取捨，然後編寫成書。然而，史書內容不能由編者任意想像、虛構。以史料為藍本再進行想像寫成的作品稱為歷史文學，不屬史書。
除了同時記述不同事件、人物等的史書外，還有些史書是專門為單一重要歷史事件編寫。

## 拓展阅读
- 志与史的区别，临湘市人民政府史志办
- 从“史‘志’”到“方‘志’”，潘捷军